# Mèo Toyger

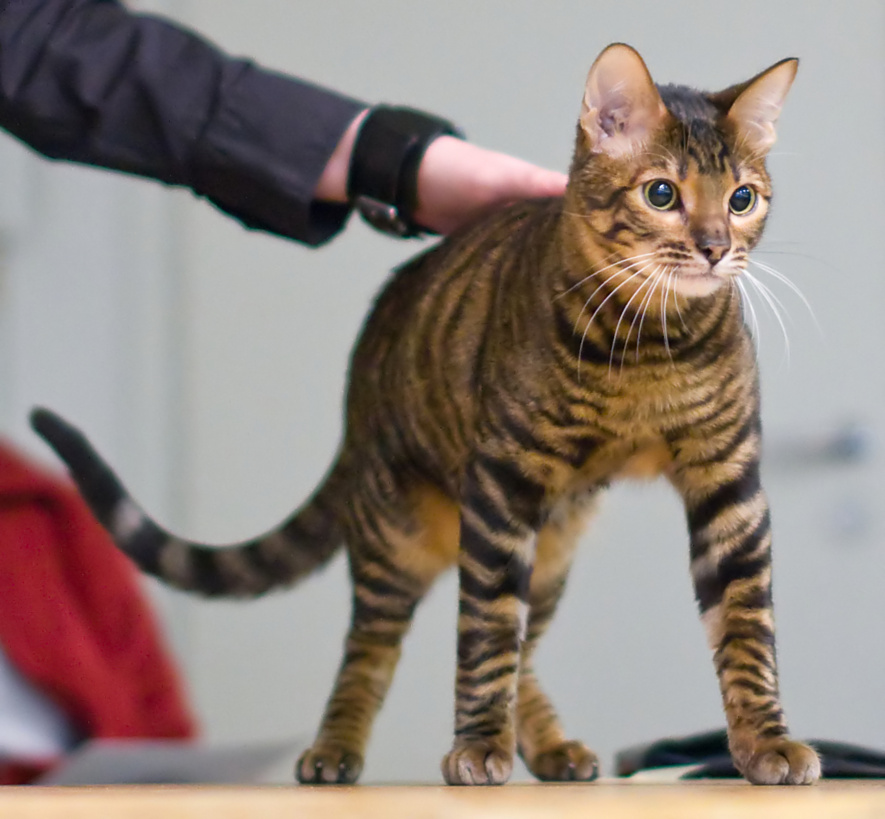
Mèo Toyger

Mèo Toyger là một giống mèo nhà có nguồn gốc từ Mỹ, nó là giống mèo lông ngắn có nguồn gốc ra đời vào thập niên 1980. Chúng là giống mèo nổi bật với bộ lông sọc vằn như những con hổ, ngoài ra chúng còn là giống mèo khá thích nước. 

## Lịch sử giống
Giống mèo này được lai tạo ra bởi Judy Sugdem, một người nuôi thú nghiệp dư ở Mỹ, Bà này đã tạo ra được những chú mèo đặc biệt trông giống hệt hổ và gọi chúng là toyger (ghép từ "Toy" nghĩa là đồ chơi và "Tiger" có nghĩa là hổ). Toàn thế giới hiện nay chỉ có 350 chú mèo toyger do 25 nhà nuôi thú chăm sóc nuôi dưỡng và nhân giống. Hiện tại, một chú mèo Toyger có giá lên đến 4.000 USD.
Bà Judy bắt đầu quá trình tìm tòi để tạo ra toyger từ gần 20 năm trước. Bà thử cho mèo Bengal (con lai của báo châu Á và mèo nhà) phối giống với mèo mướp. Con của chúng lại được phối giống với mèo Kashmir, vừa chọn giống vừa nhân giống, cuối cùng Judy đã thu được những chú mèo Toyger đầu tiên. Nhưng để chúng trở thành phiên bản hoàn hảo của hổ thì bà vẫn tiếp tục lai tạo, Bà Judy đã làm ít nhất phải đến năm 2010, những thế hệ Toyger có thể xứng danh là "hổ nhà" mới ra đời. 

## Đặc điểm

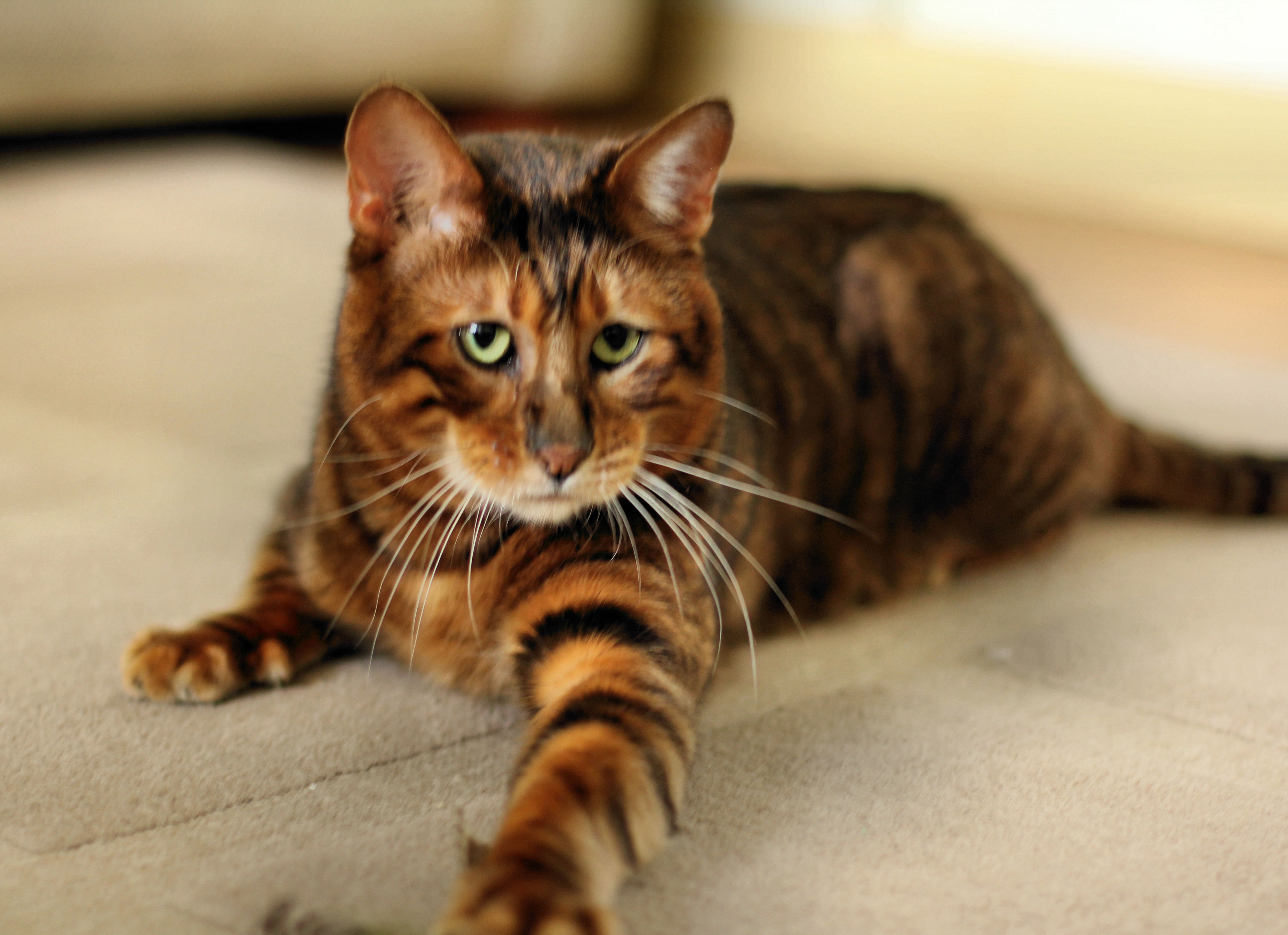
Mèo Toyger con đực

Ngoại trừ vóc dáng nhỏ bé và trọng lượng khiêm tốn của loài mèo, toyger sở hữu khá nhiều đặc điểm ngoại hình của hổ như bộ lông vàng sẫm điểm những sọc đen nổi bật, vòng tròn trắng quanh mắt, dáng đi oai vệ. Tất cả những thứ đó đều là thành quả của việc lai tạo giữa các giống mèo chứ chẳng liên quan gì đến hổ. So với toyger hiện nay, chúng sẽ có đôi tai ngắn hơn, mắt nhỏ hơn, hàm rộng hơn và mũi nở hơn. Tương xứng với chất lượng có một không hai đó là một mức giá giật mình.
Cũng giống như nguyên mẫu, toyger có bản năng săn mồi siêu hạng vượt xa những giống mèo thường. Chuột, chim và các động vật nhỏ rất khó thoát khỏi móng vuốt của chúng. Tuy nhiên, chúng không phải là những kẻ sát thủ, nhiều tính hoang dã. Ngược lại, toyger rất tinh nghịch và thân thiện. Chúng thích được vuốt ve âu yếm và sẵn sàng chui vào ngủ với người. Khác với hầu hết các giống mèo, toyger bơi giỏi và rất thích nghịch nước. Chúng có thể nô đùa hàng giờ liền trong các bể tắm trẻ em, hoặc tha thẩn đi dạo trong mưa một cách khoái chí. Về mặt này, chúng thực sự có thể sánh ngang với loài hổ.